# Salix capusii
Salix capusii — вид квіткових рослин із родини вербових (Salicaceae).

## Морфологічна характеристика
Це невелике дерево чи кущ, 4–8 метрів заввишки. Гілки переважно вкриті білим нальотом. Листки на ніжках 1–4 мм; листкова пластина від ланцетної до зворотно-ланцетної форми, (8)15–65 × 2.5–9 мм, від голої до волосистої, край зубчастий, кінчик гострий, рідко тупий чи напівтупий. Сережки з'являється після листя. У зрілості чоловічі сережки 15–40 × 4–6 мм, а жіночі сережки 10–40 × 8–10 мм. Коробочка 3.5–5 мм завдовжки, яйцювато-ланцетна, гола чи запушена.

## Середовище проживання
Афганістан, Казахстан, Пакистан, Таджикистан, Узбекистан, Західні Гімалаї. Росте в горах, уздовж річкових долин між 1000 і 2800 метрами над рівнем моря.